# Митчелл, Реджинальд Джозеф
Реджинальд Джозеф Митчелл (англ. Reginald Joseph Mitchell) (20 мая 1895, Кидсгроув, графство Стаффордшир — 11 июня 1937, Портсвуд, Саутгемптон) — английский авиаконструктор, главный конструктор британского истребителя Supermarine Spitfire.

## Биография
Оставив школу в 16-летнем возрасте, поступил учеником в локомотивостроительную фирму Kerr, Stuart & Co. в городе Сток-он-Трент, затем работал в той же фирме чертёжником, одновременно изучая математику и механику в вечерней школе. В 1917 году поступил на работу в авиастроительную фирму Supermarine Aviation Works и уже в 1919 году был назначен её главным конструктором, в 1920 году главным инженером и наконец в 1927 году техническим директором, не имея при этом высшего образования. В 1920—1936 годах Митчелл разработал 24 модели самолёта, включая знаменитый Supermarine Spitfire. В начале 1937 года Митчелл вышел в отставку в связи с прогрессирующим раком, однако до последних дней продолжал наблюдать за тестированием новых моделей.
В 1942 году жизнь Митчелла была увековечена фильмом «Первый среди немногих» (англ. The First of the Few), режиссёром и исполнителем роли Митчелла выступил Лесли Говард. Две биографические книги о Митчелле написал его сын Гордон Митчелл.